# Ереванский метрополитен
Ерева́нский метрополите́н (арм. Երևանի մետրոպոլիտեն) (полное название — Ерева́нский метрополите́н и́мени Каре́на Демирчя́на) (арм. Կարեն Դեմիրճյանի անվան Երևանի Մետրոպոլիտեն) — система метрополитена в столице Армении, Ереване, единственный метрополитен в Армении. Находится в подчинении мэрии Еревана.
Первый участок «Дружба» — «Давид Сасунский» с 4 станциями был открыт 7 марта 1981 года.
По состоянию на 2025 год Ереванский метрополитен насчитывает 10 станций, расположенных на одной двупутной линии (а также однопутного челночного ответвления «Чарбах» — «Шенгавит»), общая протяжённость линии — 13,4 км. Присутствуют станции глубокого и мелкого заложения, а также 3 наземные станции.
По длине эксплуатируемых линий занимает 169-е место в мире, 14-е — среди метрополитенов бывшего СССР (после Московского, Петербургского, Ташкентского, Киевского, Минского, Харьковского, Бакинского, Тбилисского, Нижегородского, Новосибирского, Казанского, Самарского и Екатеринбургского), третье — в Закавказье.
На челночном ответвлении Ереванского метрополитена между станциями «Чарбах» и «Шенгавит» эксплуатируется два единственных в мире пассажирских одиночных метровагона-электромотрисы с двумя кабинами.

## Переименование
Первоначально в название предприятия — ЗАО «Ереванский метрополитен имени Карена Демирчяна» — не входило чьё-либо имя. Это изменилось после убийства Карена Демирчяна вследствие теракта в армянском парламенте 27 октября 1999 года.

## История
Ереванский метрополитен берёт своё начало в конце 1960-х годов под руководством первого секретаря коммунистической партии Армении Антона Кочиняна. В то время население Еревана, перевалило за 700 тысяч человек, из-за чего обострилась транспортная проблема города. Исторически сложившаяся старая городская застройка с сетью узких улиц в центре, сложный рельеф местности и удалённость новых районов ограничивали возможность нормальной работы наземного транспорта. В результате было принято решение построить в городе внеуличный транспорт, но, поскольку, строить метро в городах с населением, не достигшим миллиона человек, было не принято, было решено построить скоростной трамвай с несколькими подземными станциями.
В Ереван неоднократно приезжали специалисты «Кавгипротранса», составлялось технико-экономическое обоснование, разрабатывалась проектная документация. При выборе трассы первой очереди Ереванского метрополитена была поставлена задача связать густонаселённые жилые районы с железнодорожным вокзалом и промышленной зоной города, уменьшить непроизводительные затраты времени на проезд от места жительства к месту работы и обратно. Институт "Армгипротранс" проектировал тоннели, институт «Ереванпроект» — вестибюли станций. Всё рассчитывалось по габаритам и техническим требованиям метрополитена. Платформы станций проектировались с учётом принятия составов из пяти вагонов с пропуском 40 поездов в час и с интервалом в полторы минуты.
В 1972 году было начато строительство скоростного трамвая, с возможностью переоборудования тоннелей под метрополитен в будущем.
К концу 1978 года было пройдено около 4 километров тоннелей, однако в 1981 году было опубликовано постановление ЦК КПСС и Совета Министров СССР о строительстве метрополитена в городе Ереване, которое явилось толчком для широкого развёртывания проектирования и строительства подземной транспортной магистрали уже как метрополитена. Запустить его планировали к 7 ноября 1980 года, однако в этот день прошёл лишь пробный поезд, в котором проехались представители ЦК КП Армянской ССР. Госкомиссия подписала акт о приёмке пускового комплекса в эксплуатацию 24 февраля 1981 года (в день открытия ХХVI съезда КПСС), а уже 7 марта 1981 года состоялось торжественное открытие метро.
В пусковой участок первой очереди длиной 7,6 км (из которых 1,9 км — наземная часть) вошли 4 станции: «Дружба», «Сараланджи» (сейчас «Маршал Баграмян»), «Еритасардакан» и «Давид Сасунский». С опозданием в несколько месяцев, в декабре того же года, была открыта промежуточная станция «Площадь Ленина» (сейчас «Площадь Республики»).
В 1989 году было завершено строительство первой очереди линии, к существующим станциям прибавились: «Зоравар Андраник», «Горцаранаин», «Шенгавит», «Площадь Гарегина Нжде». Одновременно со станцией «Шенгавит» было открыто депо «Чарбах».
После строительства станции «Площадь Гарегина Нжде», были планы довести линию на север, в жилой массив Ачапняк. Но эти планы разрушил распад СССР. Последняя станция — «Чарбах», была открыта в 1996 году.
В первой половине девяностых годов метро перевозило самое большое количество людей: пассажиропоток был во много раз выше, каждый день метро пользовались 350 000 людей. В то время эксплуатировались 3—4 вагонные составы, интервал составлял 2,5 минут. Это объясняется тем, что в то время (когда была Первая карабахская война), никакой городской транспорт (кроме метро) нормально не функционировал (троллейбус, трамвай и канатная дорога) из-за отсутствия электричества.
В конце девяностых годов в городе стали появляться маршрутные такси, и люди начали пользоваться ими. Поэтому в начале 2000-х годов метро перешло на двухвагонную систему.
В 2005—2010 годах метро переживало свои худшие времена. Пассажиропоток был крайне низким (35 тысяч за день), подвижной состав уже устарел, путевое хозяйство — тоже. Европейский банк развития выдал 2 кредита в размере 5 миллиона евро, и ещё грант на 5 миллионов на развитие Ереванского метро. Развитие Ереванского метро поделили на три этапа:
Первый этап:
- Вагонные тележки были заменены на новые и современные — около 66 %;
- После долгих лет эксплуатации во влажных условиях на разных участках тоннелей повреждённые кабели были заменены на современные водонепроницаемые кабели, обеспечивающие надёжную работу высоковольтных соединений в тоннелях;
- Были отремонтированы круглосуточная дренажная система, все насосные станции, системы электроснабжения — около 60 %,
- Были капитально отремонтированы головные вагоны — 10 штук;

Второй этап:
- Были капитально отремонтированы головные вагоны — 14 штук;
- Было установлено противопожарное оборудование;
- Была разработана и введена система обучения машинистов метро (раньше машинисты Ереванского метро учились в УПЦ Московского метро);
- Была построена отдельная мойка для вагонов;
- «Расширение дренажного тоннеля и реабилитация тоннелей метро» — самый обширный компонент II этапа, завершающий существующий дренажный тоннель, который не завершался с 1998 года, продлевая его на 1 км от станции «Зоравар Андраник» до площади Республики, для обеспечения дренажа насыщенной грунтовыми водами участков.

Третий этап развития пока не завершился.
Также, своими средствами, в 2018 году были капитально отремонтированы 2 промежуточных вагона с номерами 9513 и 9924, а в 2021 году был полностью модернизирован состав 8785-8032-8786.
После этих этапов, метро получило второе дыхание. В 2017 году пассажиропоток начал резко расти, и к декабрю 2019 года метро уже перевозит за день 70-75 тысяч людей (выросло в 2 раза), а за 2019 год годовой пассажиропоток составил более 20 миллионов (в 2011 году было 11 миллионов).
С 1 апреля по 18 мая 2020 года метрополитен был закрыт из-за пандемии COVID-19.

## Описание сети и режим движения

### Правила
В Ереванском метрополитене запрещено курить и провозить оружие. Также это один из последних метрополитенов бывшего СССР (наравне с метрополитеном Баку), где официально запрещена фотосъёмка.

### График работы
Движение поездов по основной линии от станции «Дружба» до станции «Площадь Гарегина Нжде» осуществляется по обычной схеме. Интервал на линии составляет 7,5 минут в обычное время, 4,5-5 минут в час пик, 8,5 минут в нерабочие дни.
Метрополитен открыт для пассажиров ежедневно с 07:00 до 00:00.

### Оплата проезда

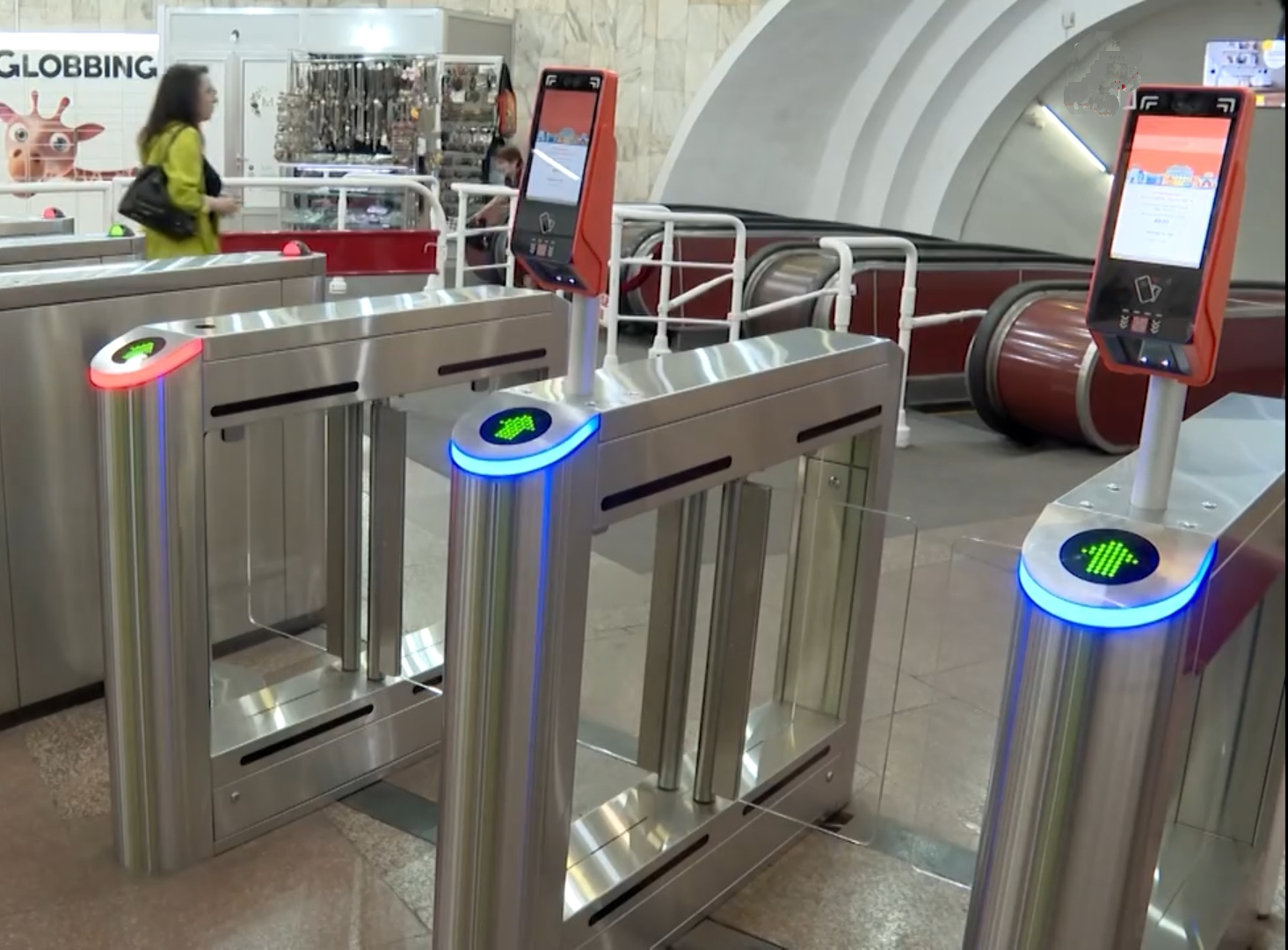
Турникеты на станции «Дружба»

На момент открытия проход на станции осуществлялся через АКП. Оплата проезда производилась 5-копеечными монетами.
После 1991 года на смену монетам пришли сначала металлические, затем пластмассовые жетоны.
В мае 2009 года были установлены новые турникеты Харьковского завода «ЛОТ», поддерживающие как жетоны, так и пластиковые карты.
С ноября 2023 года на десяти станциях метро Еревана установлены валидаторы Telpo T-20, которые сканируют QR-коды с телефонов или бумажных билетов. QR-коды можно купить в приложении Telcell Wallet или бумажный одноразовый билет в терминале Telcell.
С 1 ноября 2024 года поддержка жетонов прекращена. Оплата проезда производится с помощью QR-кода, который можно приобрести в приложении Telcell Wallet (действует 4 дня с момента покупки), терминалах Telcell (действует 3 дня с момента покупки) и на кассе. Также возможна оплата банковской картой с поддержкой NFC системы и транспортной картой Telcell, которую можно приобрести в специальном терминале Telcell, на всех кассах метро, из зданий административных районов (районных администраций), из офисов Telcell и из информационных пунктов на площадях Республики и Свободы. 
С 1 августа 2025 года поддержка бумажных билетов прекращена. 

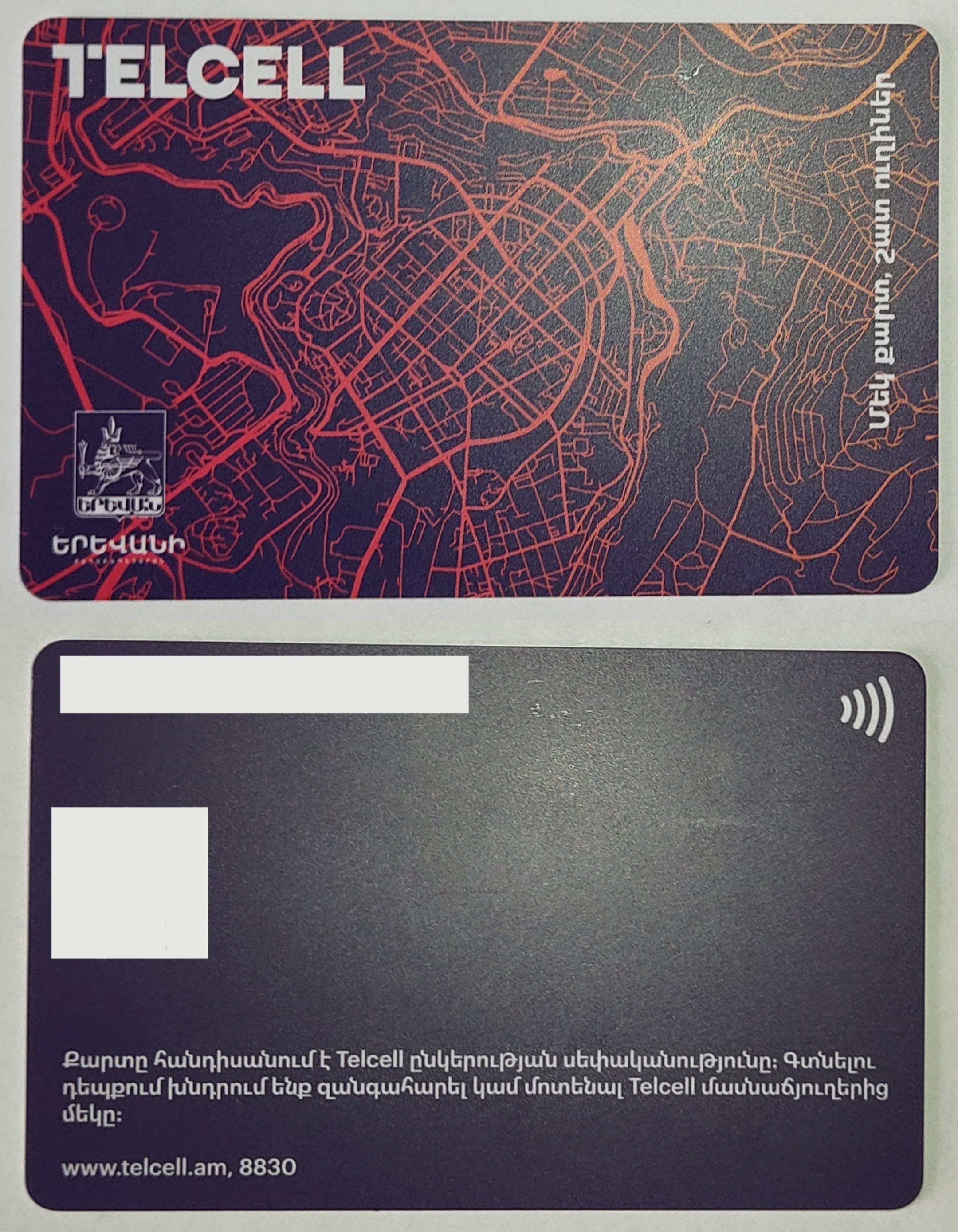
Транспортная карта Еревана от компании Telcell
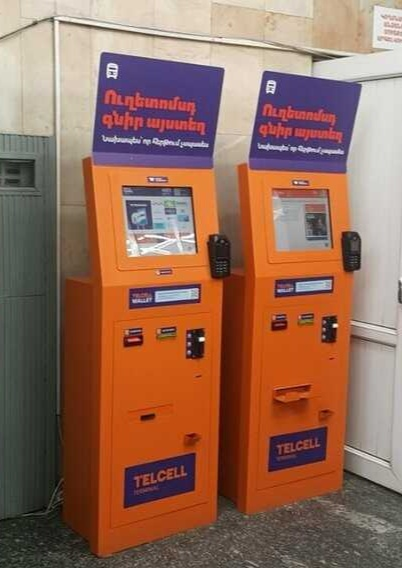
Терминал для покупки транспортной карты
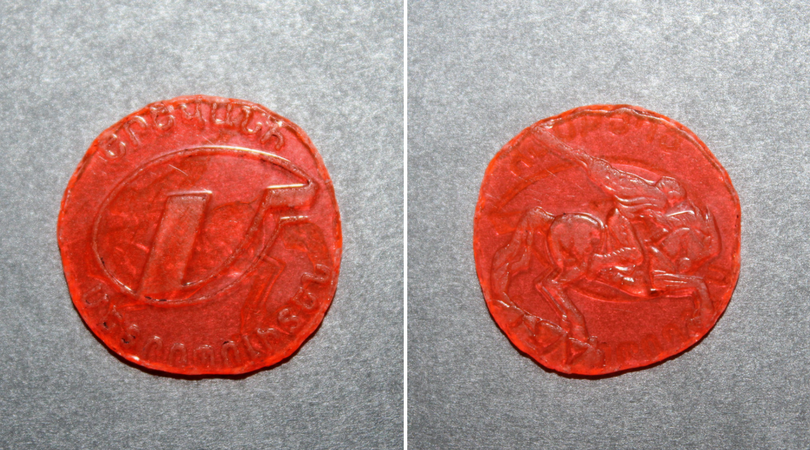
Жетон для прохода в метрополитен, использовавшийся до 2019 года
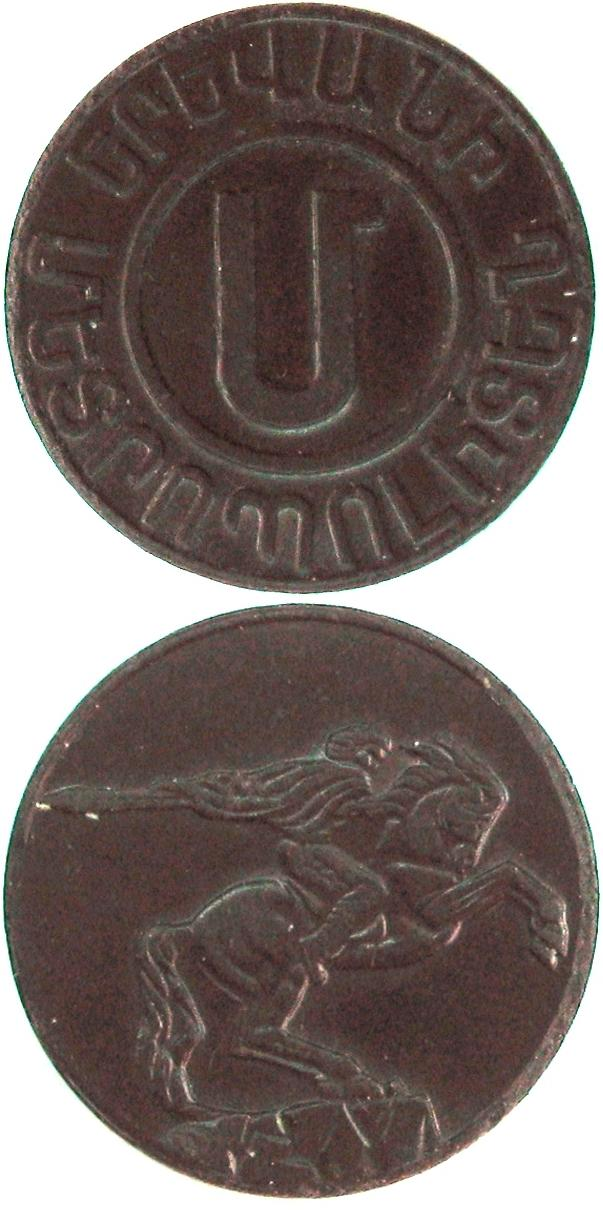
Жетон для прохода в метрополитен, использовавшийся до 2009 года
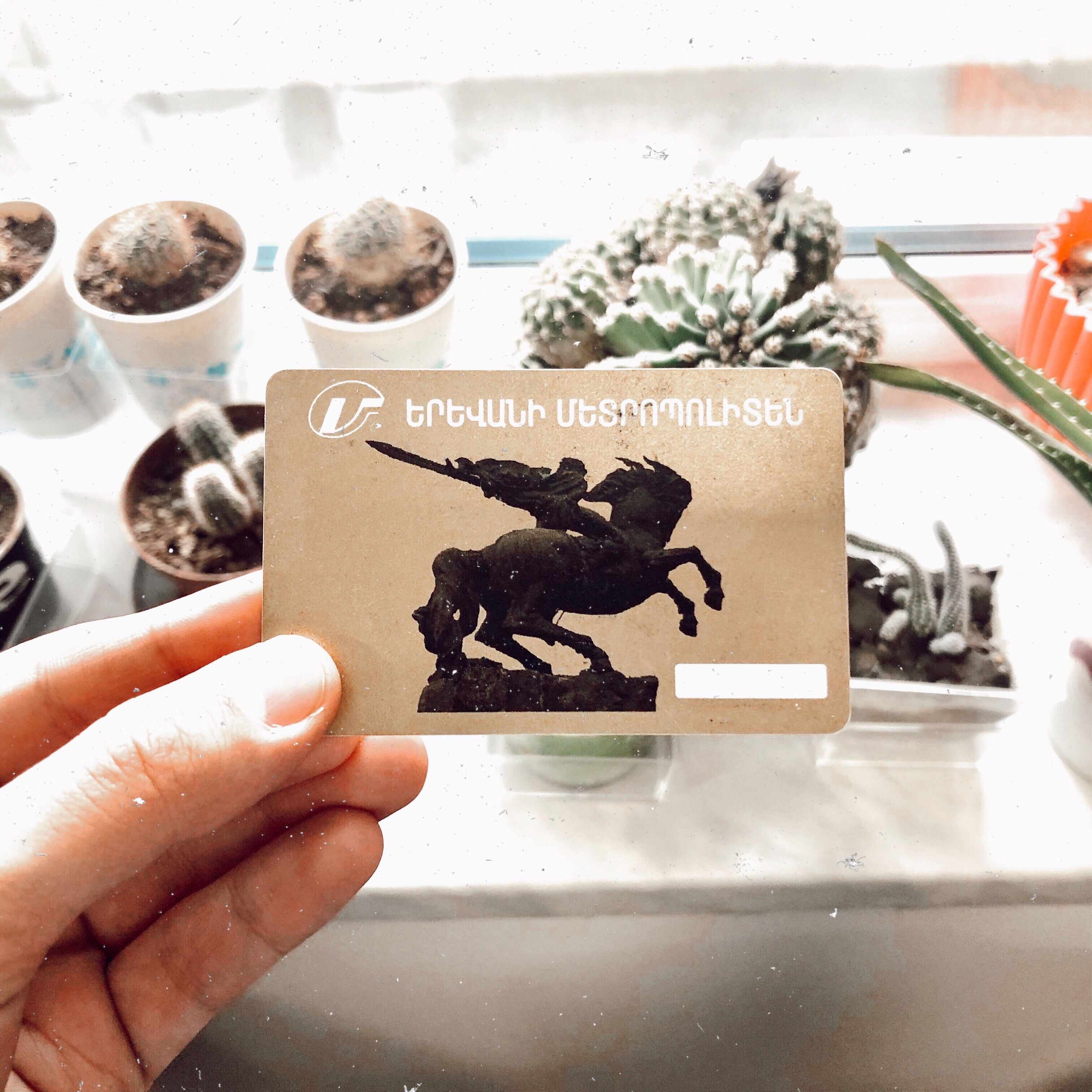
Платёжная карта Ереванского метрополитена, использовавшийся до 2021
Символический ключ Ереванского метрополитена (хранится в Музее истории Еревана)

#### Стоимость проезда
- до 2 апреля 1991 года — 5 копеек
- до 2003 — 40 драм
- до 1.07.2011 — 50 драм
- с 1.07.2011 — 100 драм
- с 1.02.2025 — 150 драм

### Объявления и указатели

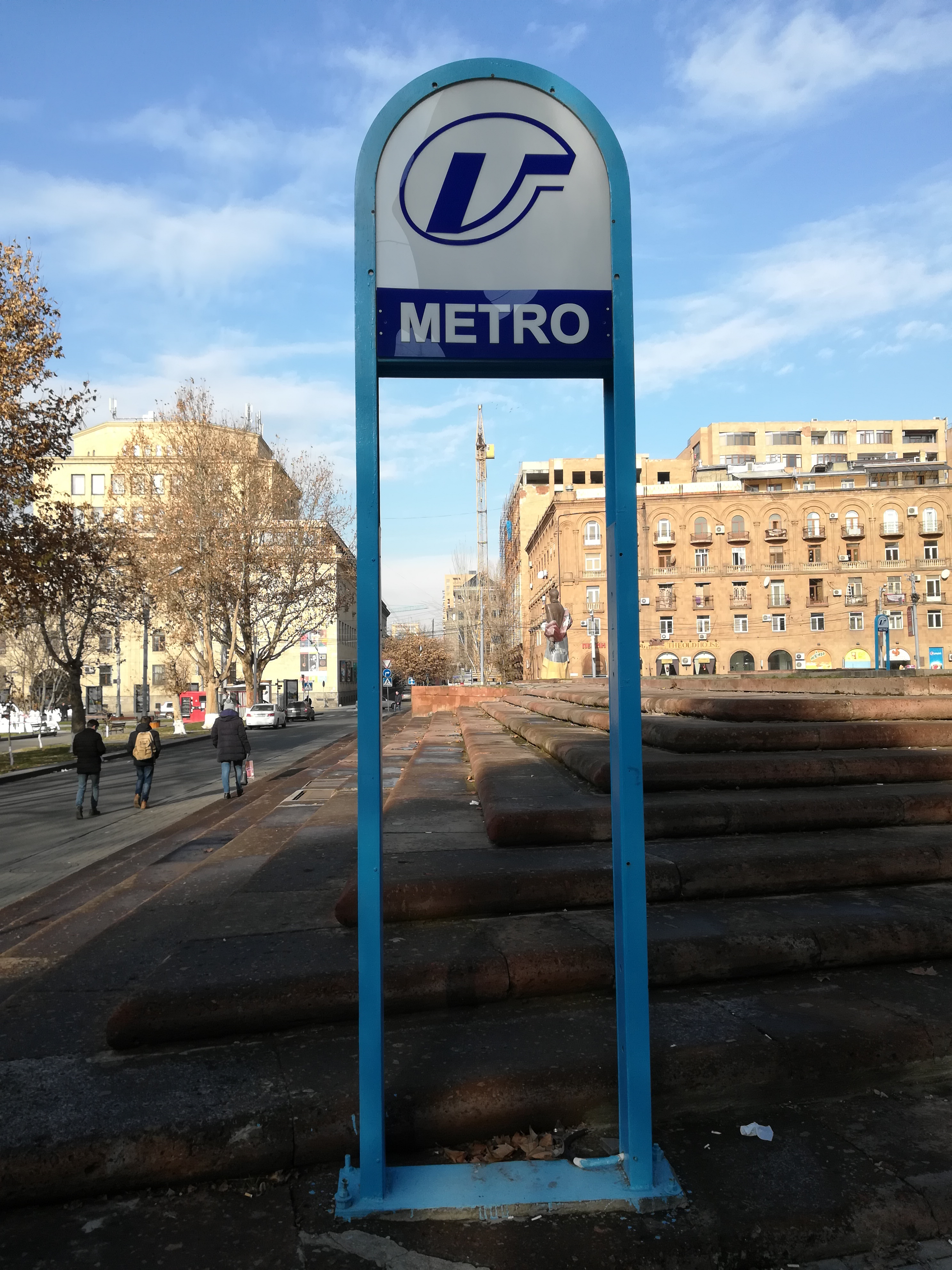
Указатель с эмблемой Ереванского метрополитена

Объявления в метро звучат на армянском и английском языках, названия станций написаны на армянском и русском языках, таблички с указанием направления движения поездов написаны на армянском, русском и английском языках. Также есть таблички на станционных стенах, на армянском и английском языках. Они были установлены в 2019 году. После распада СССР в эмблеме Ереванского метрополитена буква «М» была заменена на аналогичную армянскую букву «Մ», отчасти напоминающую латинскую букву «U» (которая используется для этой же цели например в Германии — U-Bahn).

### Челночное движение

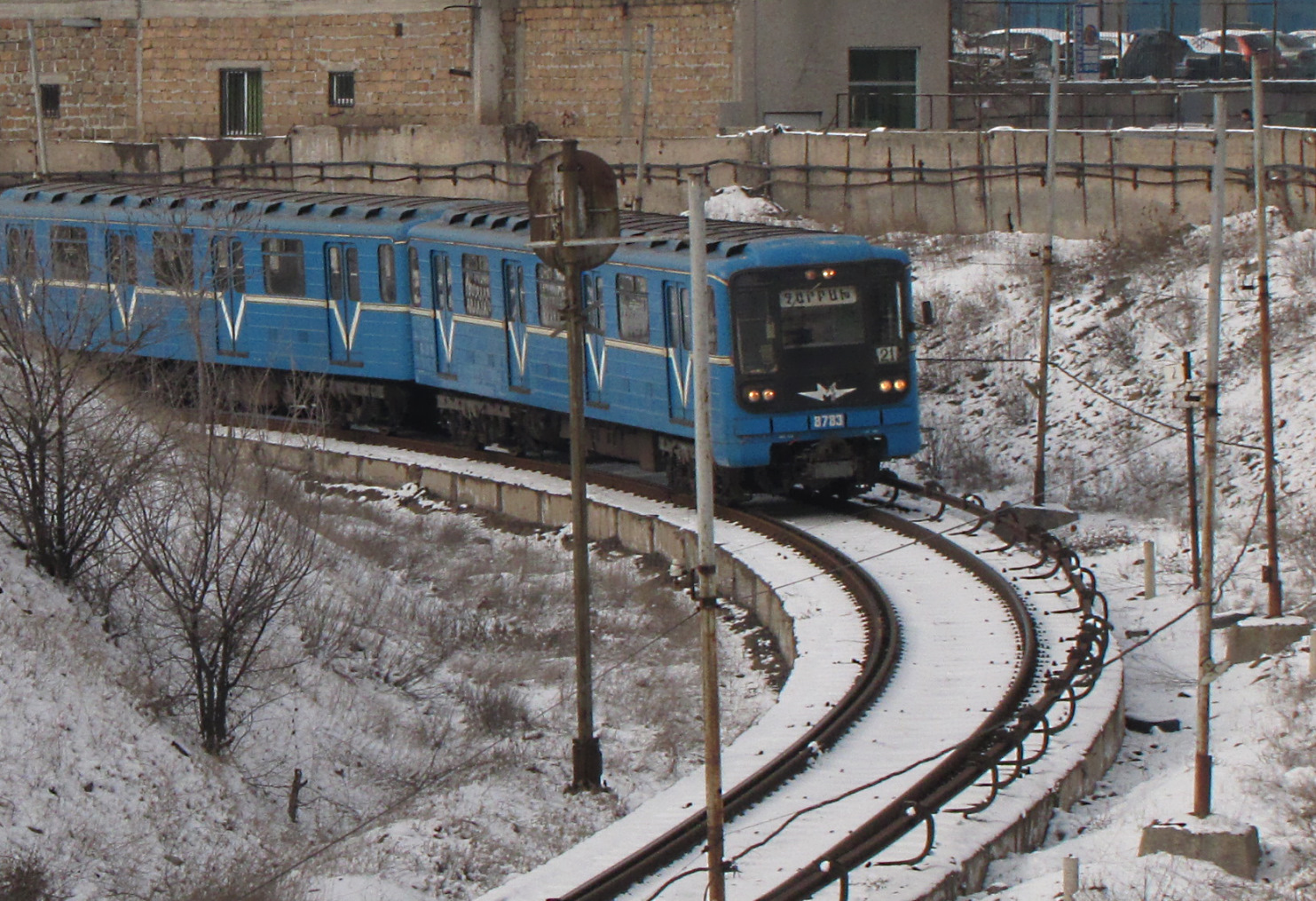
Двухвагонный состав из головных вагонов серии 81-717 до модернизации в 81-717М, курсировавший на ответвлении до замены одиночными вагонами в начале 2018 года

До 1996 года существовала практика подвоза пассажиров до депо поездами. В 1996 году открылась однопутная линия «Шенгавит» — «Чарбах», на которой стал ходить поезд-челнок. На схеме это ответвление отмечено синим цветом. Первоначально на ответвлении использовались двухвагонные поезда из вагонов 81-717, впоследствии в ходе модернизации составов в связи с низким пассажиропотоком на этом ответвлении два вагона были модернизированы в одиночные двухкабинные электромотрисы специально для эксплуатации на нём.
На второй путь станции «Шенгавит» (в сторону станции «Площадь Гарегина Нжде») каждые 10-17 минут прибывает электромотриса-челнок, которая ходит до станции «Чарбах». На ней есть одноимённая табличка. Вагон прибывает на станцию «Шенгавит» в перерыве между движением поездов по основной линии. После этого машинист переходит в другую кабину и мотриса отправляется обратно на станцию «Чарбах».

## Цифры и факты
- По состоянию на 1981 год метро ежегодно пользовались 14 миллионов человек, в 1987 году эта цифра уже достигла 31 млн (что составляет 9 % пассажиропотока всеми видами транспорта). В 2001 году это число составляло 15,5 миллиона пассажиров. В 2008 году метро перевезло 18 миллионов пассажиров, в 2011 году — 17 миллионов. В настоящее время метро ежедневно используют от 50 000 до 60 000 человек.
- Общая протяжённость линий Ереванского метрополитена составляет 13,4 км, насчитывается 10 станций. Три станции — «Сасунци Давид» («Давид Сасунский»), «Горцаранаин» («Заводская») и «Чарбах» — наземные, остальные семь — подземные.

## Переименования станций
В 1983 году станция «Сараланджи» была переименована в честь советского полководца, командующего армиями и фронтами в Великой Отечественной войне, дважды Героя Советского Союза, Маршала Советского Союза Ивана Баграмяна.
После распада СССР и восстановления Арменией независимости названия трёх станций были изменены в 1992 году:
- Станция «Площадь Ленина» была переименована в «Площадь Республики»,
- Станция «Октемберян» («Октябрьская») была переименована в «Зоравар Андраник»,
- Станция «Площадь Спандаряна» была переименована в «Площадь Гарегина Нжде».

## Станции
Всего в составе единственной красной линии с челночным ответвлением имеются 10 станций:
- Дружба
- Маршал Баграмян
- Еритасардакан
- Площадь Республики
- Зоравар Андраник
- Давид Сасунский
- Горцаранаин
- Шенгавит
- Чарбах
- Площадь Гарегина Нжде

## Перспективы развития

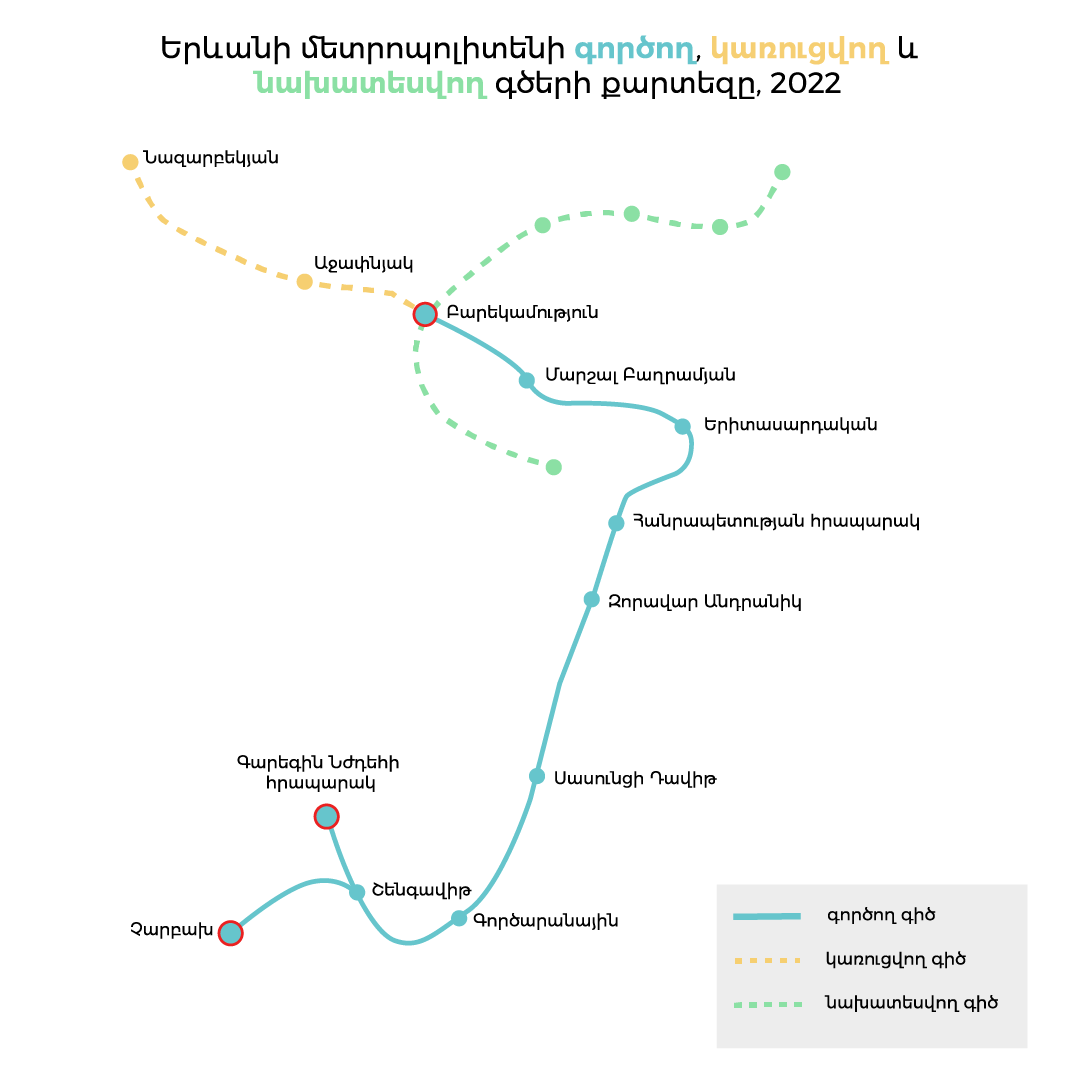
Карта действующих (обозначены синим), строящихся (обозначены жёлтым) и планируемых (обозначены зелёным) линий Ереванского метрополитена

По главному плану развития в Ереване должно быть 32 станции и 3 линии. Первая линия должна расширяться 
до Ачапняка и Давташена. Вторая должна тянутся от Северного автовокзала через Канакер-Зейтун, Арабкир, Кентрон и далее в Эребуни. Третья должна соединить Аван, Нор-Норк и Норк-Мараш с центром и через микрорайон Киликия следовать в Малатию-Себастию.

### Ачапняк
Тоннели, ведущие к станции «Ачапняк», были прорыты ещё в советские годы, вход на станцию планировался. Но из-за распада СССР и нехватки средств строительство было остановлено.
Рассматриваемая мэрией бизнес-программа предусматривала два компонента — строительство торгового центра близ новой станции метро и обновление устаревшего квартирного фонда на прилегающей территории.
В июне 2014 года были представлены результаты технико-экономического обоснования строительства нового 3-километрового маршрута от ереванского метро до Ачапняка, выполненного по заказу европейской консалтинговой фирмы в сотрудничестве с Европейским банком реконструкции и развития. По проекту должен был использоваться только один из вырытых ранее туннелей, от института Мергеляна до левого берега Раздана, а новый тоннель должен был быть вырыт с правого берега до Ереванского института физики. Эти тоннели должны были быть соединены мостом.
Ранее предполагалось начать строительство станции весной 2020 года. Стоимость проекта не оглашалась.
Мэр Еревана Айк Марутян 4 августа 2020 года сообщил, что станция будет построена за счёт государства. По его словам, новая станция метро обойдётся Еревану в 35 млн долларов.
В октябре 2021 года российская компания «Метрогипротранс» выиграла объявленный мэрией Еревана тендер на проектирование ветки и станции метро в административном районе Ачапняк со строительством первого в Армении вантового моста над рекой Раздан. Также, правительству Армении был предложен проект развития Ереванского метрополитена на общую сумму около 500 млн долларов.
В августе 2022 года компанией «Метрогипротранс» были представлены результаты 1-го этапа составления проектно-сметной документации и предварительные отчёты с двумя вариантами схем. По предварительной оценке, после подготовки полного варианта проекта строительные работы продлятся около 4 лет. Правительство Армении выделило Министерству территориального управления и инфраструктур 1 млрд 100 млн драмов на финансирование предварительных работ по строительству станции. Строительство новой станции должно было начаться в 2024 году, однако в декабре 2024 года сообщалось, что к концу 2025 года будет определена компания-застройщик, а строительство начнётся в 2026 году.

### Сурмалу
По состоянию на конец 2024 года ведутся проектные работы по сооружению на действующем перегоне «Зоравар Андраник» – «Сасунци Давид» наземной станции с проектным названием «Сурмалу». В июне того же года вице-мэр Еревана Тигран Авинян сообщил о завершающей стадии проектирования станции.
Сооружение станции позволит обеспечить торговые центры «Сурмалу» и «Петак», а также парк Комитаса дополнительными транспортными связями. По задумке проектировщиков, перспективная станция будет иметь выход на ул. Кристапора и ул. Севана.

### Назарбекян
Станция должна быть расположена в административном районе Ачапняк, в северо-западной части Еревана. Станцию планируется построить недалеко от гольф-клуба «Арарат» и элитного района Ваагни. Станция будет носить имя армянского военного деятеля, генерал-лейтенанта Товмаса Назарбекяна.
Также станция имеет проектное название — «Площадь Геворга Чауша».

### Давташен
Строительные работы станции должны были начаться в конце 1980-х годов. Но они были приостановлены из-за Спитакского землетрясения и распада СССР.
Станция будет расположена на северо-западе Еревана, в административном районе Давташен.

### Аэропорт Звартноц
В 2011 году Министерство транспорта и коммуникаций Армении совместно с Армянской железной дорогой разработало проект строительства новой скоростной железнодорожной линии, которая свяжет международный аэропорт Звартноц со станцией метро «Чарбах» в Ереване и с железнодорожной станцией «Кармир Блур». Таким образом, железнодорожная система Армении будет интегрирована с Ереванским метрополитеном. По состоянию на начало февраля 2018 года проект заморожен или отменён.

## Подвижной состав

### Пассажирский подвижной состав
По состоянию на 2024 год, на основной линии используются двухвагонные и трёхвагонные составы модели 81-717М/714М (9 двухвагонных составов и 4 трёхвагонных состава), а также один трёхвагонный состав из вагонов типа 81-717.5/714.5, а на ответвлении «Шенгавит» — «Чарбах» используются 2 одиночных двухкабинных вагона 81-717М, что является всемирно беспрецедентным случаем в практике эксплуатации пассажирских метропоездов. Линию обслуживает единственное электродепо ТЧ-1 «Шенгавит». В октябре 2020 года все составы типа 81-717.5/714.5 были отстранены от эксплуатации до прохождения КВР. Состав 8785-8032-8786 после проведения КВР был выпущен на линию в декабре 2021 года, а состав 0341-0910-0342 — восстановлен, обновлён и выпущен на линию 26 декабря 2022 года.

#### История

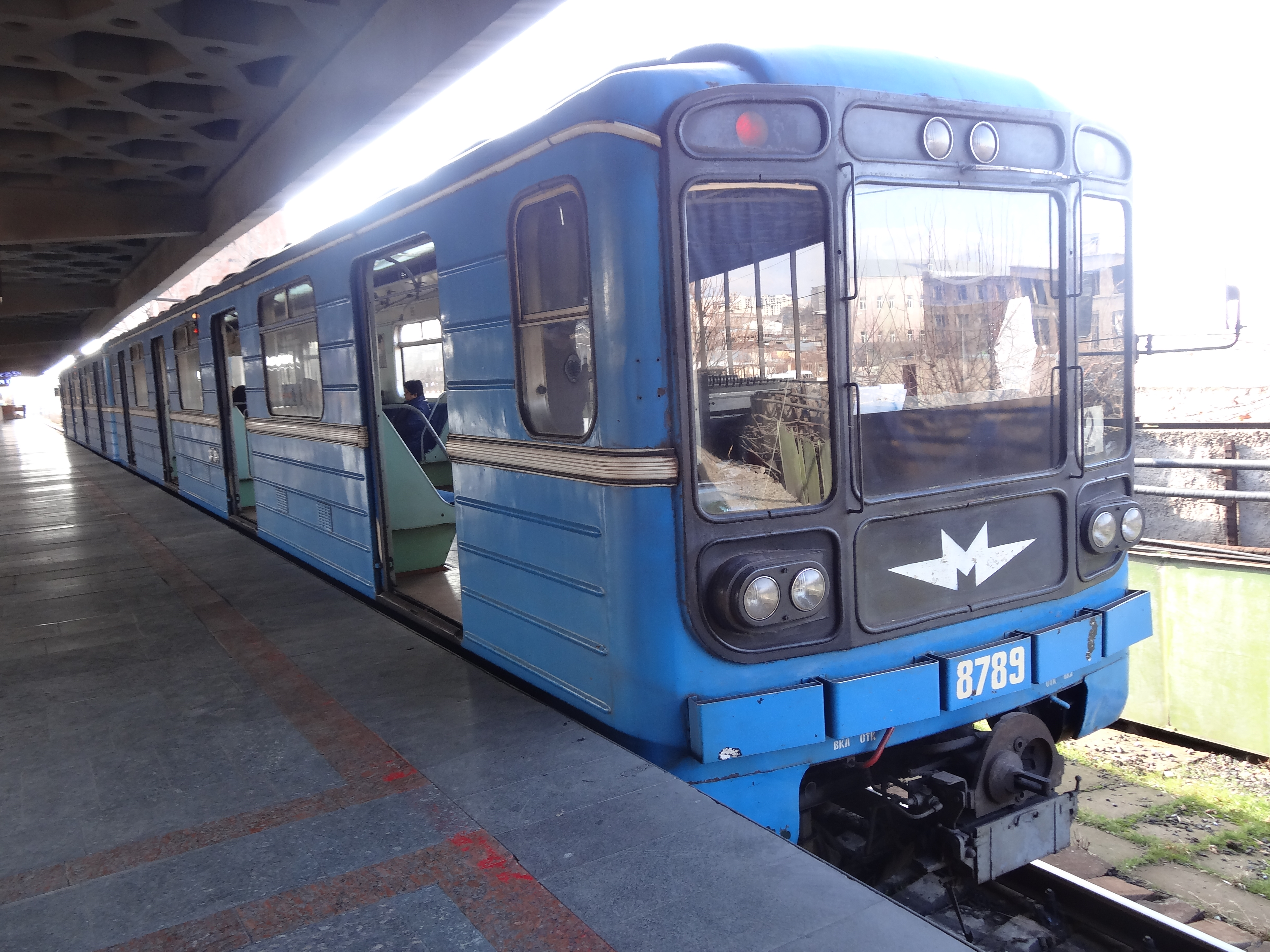
Двухвагонный состав из вагонов 81-717 на станции «Давид Сасунский»

В период 1981—2011 годов весь подвижной состав ереванского метрополитена состоял из вагонов типа 81-717/714 (с 1993 года — также из вагонов 81-717.5/714.5). В 1993 году в Ереван прибыло 3 четырёхвагонных состава производства ММЗ. Также в начале 1990 годов часть вагонов 81-717/714 были проданы большей частью в Московский метрополитен. С 2001 года составы стали двухвагонными. До 2011 года действовали следующие составы: 0057-0058; 0059-0062; 0060-0061; 0101-0102; 0103-0104; 0108-0109; 0110-0111; 0112-8783; 0339-0340; 0341-0342; 0343-0344; 8785-8786; 8788-8789; 9170-9171; 9176-9179. В период 2006—2008 гг. составы прошли маленький ремонт, чтобы сделать составы более яркими: поменяли цвет сидений, местами — отделку салона. В 2000-х годах часть вагонов была списана за ненадобностью.

#### Модернизация вагонов
С сентября 2011 года положено начало модернизации вагонов 81-717/714 на заводе ЗРЭПС Тбилиси. С 2016 года все составы проходят капремонт в Ереване. Составы типа 81-717М/714М от обычных Номерных отличаются новой формой лобовой части кабины машиниста (используются три варианта кабины — прямая, аналогичная модернизированным пражским вагонам 81-71M с фарными блоками, более новая прямая со светодиодными фарами, и новая с U-образным обводом и наклонными светодиодными фарами), новым пультом управления, электроникой (управление ТИСУ), улучшенной звукоизоляцией, яркими цветами и отделкой салона и т. д. По состоянию на 2021 год капремонт прошли следующие составы: 0057-0058; 0059-0062; 0060-0061; 0101-0102; 0103-0104; 0108-9513-0109; 0110-9924-0111; 0343-0344; 8785-8032-8786; 8788-8789; 9170-9171; 9176-9179. Вагоны 0112 и 8783 стали двухкабинными и стали эксплуатироваться в одиночном режиме. Промежуточные вагоны 9513 и 9924 прошли в капремонт в 2018 году, а состав 8785-8032-8786 — в 2021 году. В отличие от предыдущих модернизированных составов, на нём осталась старая система управления и пульт, изменена окраска на синюю с белой полосой в верхней части кузова с чёрной средней частью крыши и маской. В 2022 году был восстановлен и обновлён также состав 0341-0910-0342. При восстановлении последнего был сохранён оригинальный дизайн «Номерного». Из видимых изменений — новые сиденья, а также местами ново покрашенные стены, разумеется, в оригинальную цветовую гамму салона; управление — старого типа.

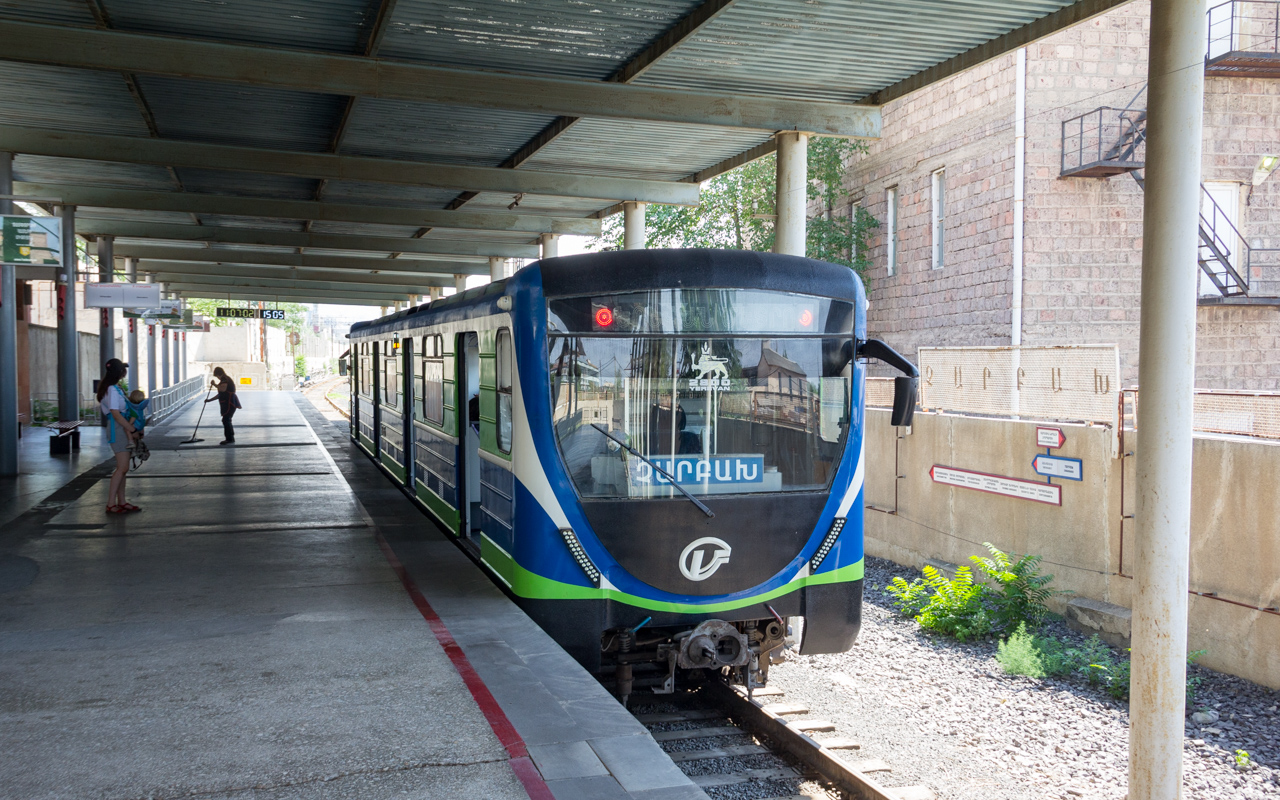
Одиночный вагон-электромотриса 81-717М с U-образными кабинами на станции «Чарбах»
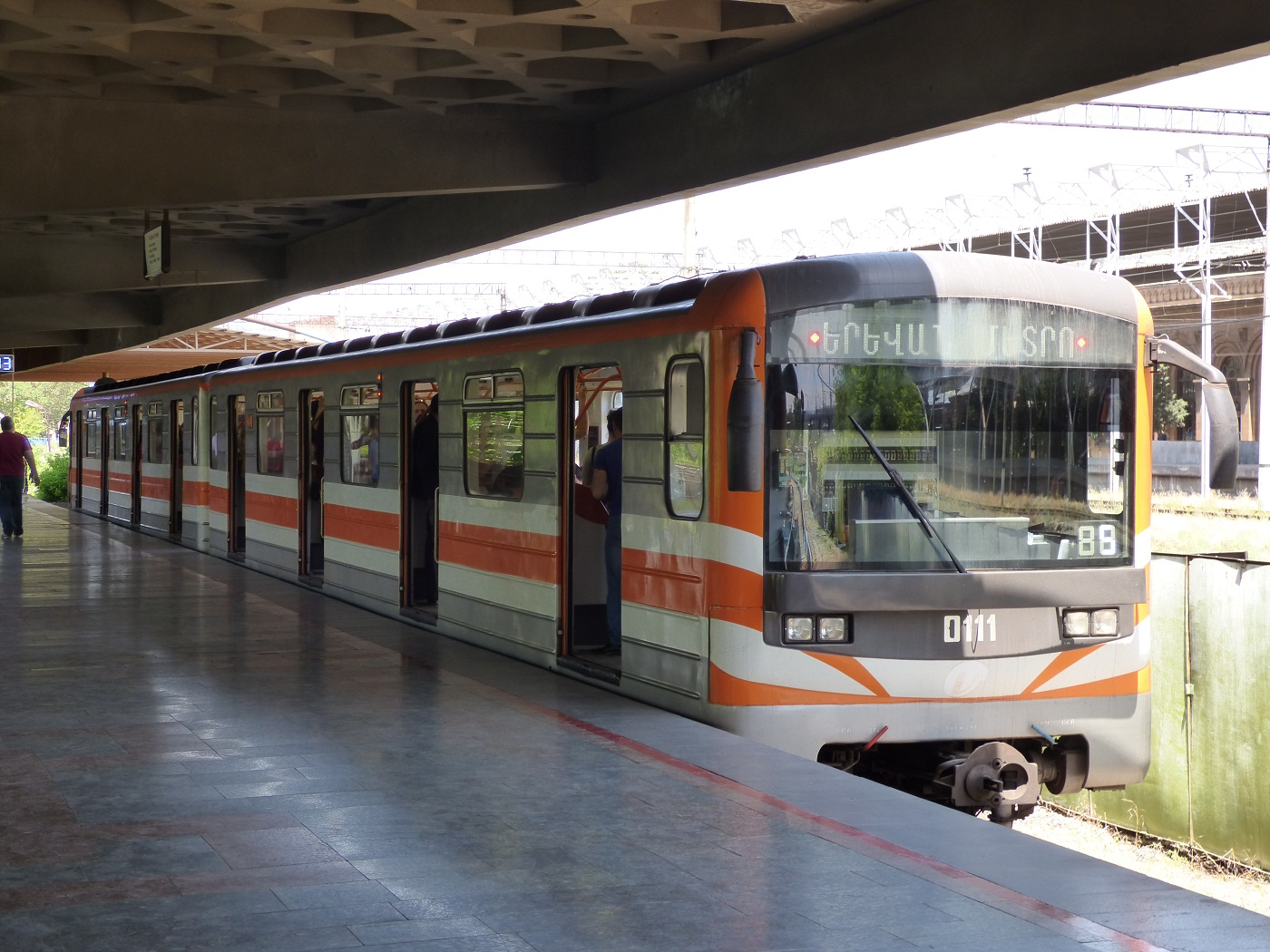
Двухвагонный состав из вагонов 81-717М с прямыми кабинами в оранжевой окраске на станции «Давид Сасунский»
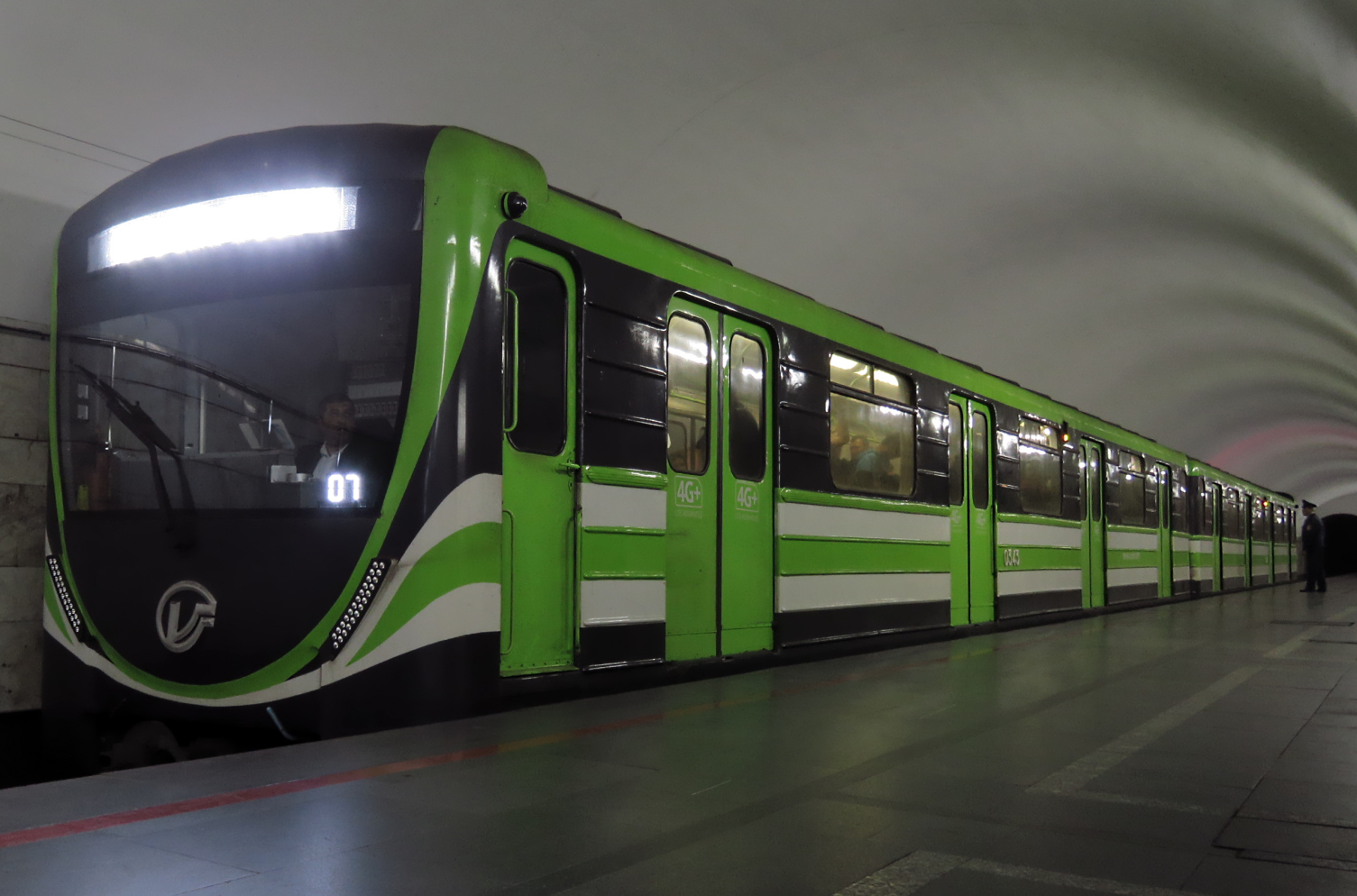
Двухвагонный состав из вагонов 81-717М с U-образными кабинами в зелёной окраске на станции «Еритасардакан»
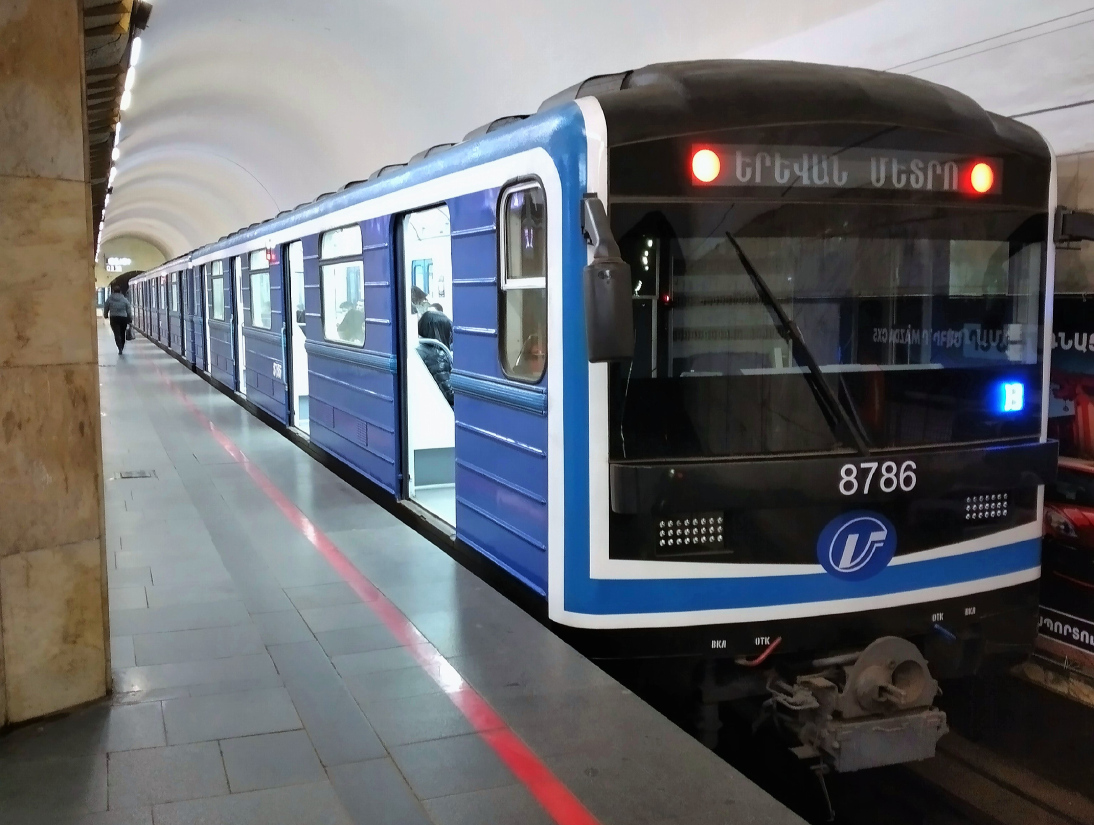
Трёхвагонный состав из вагонов 81-717М/714М с прямыми кабинами нового типа с утопленными фарами в синей окраске на станции «Дружба»
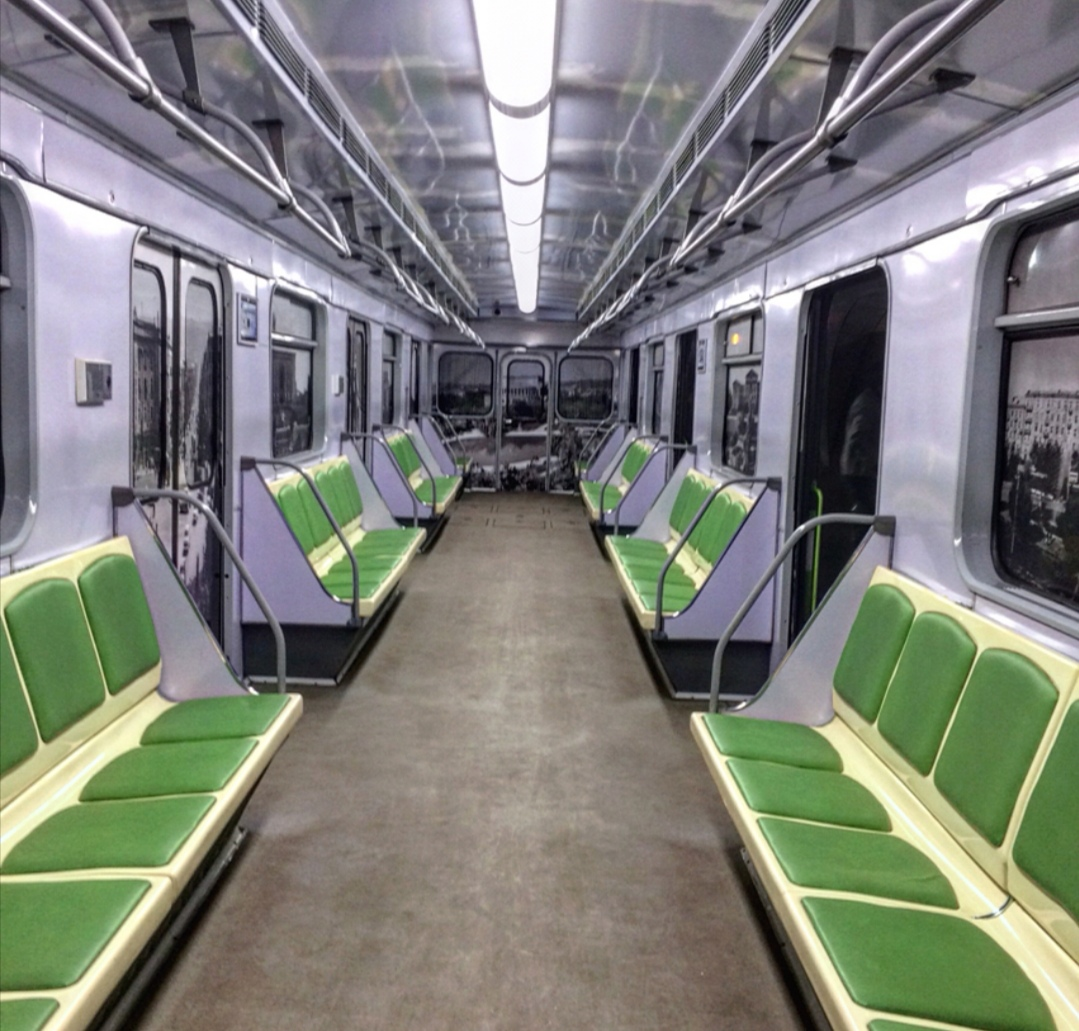
Интерьер вагона Ереванского метрополитена в зелёной окраске с раздельными спинками и сидушками
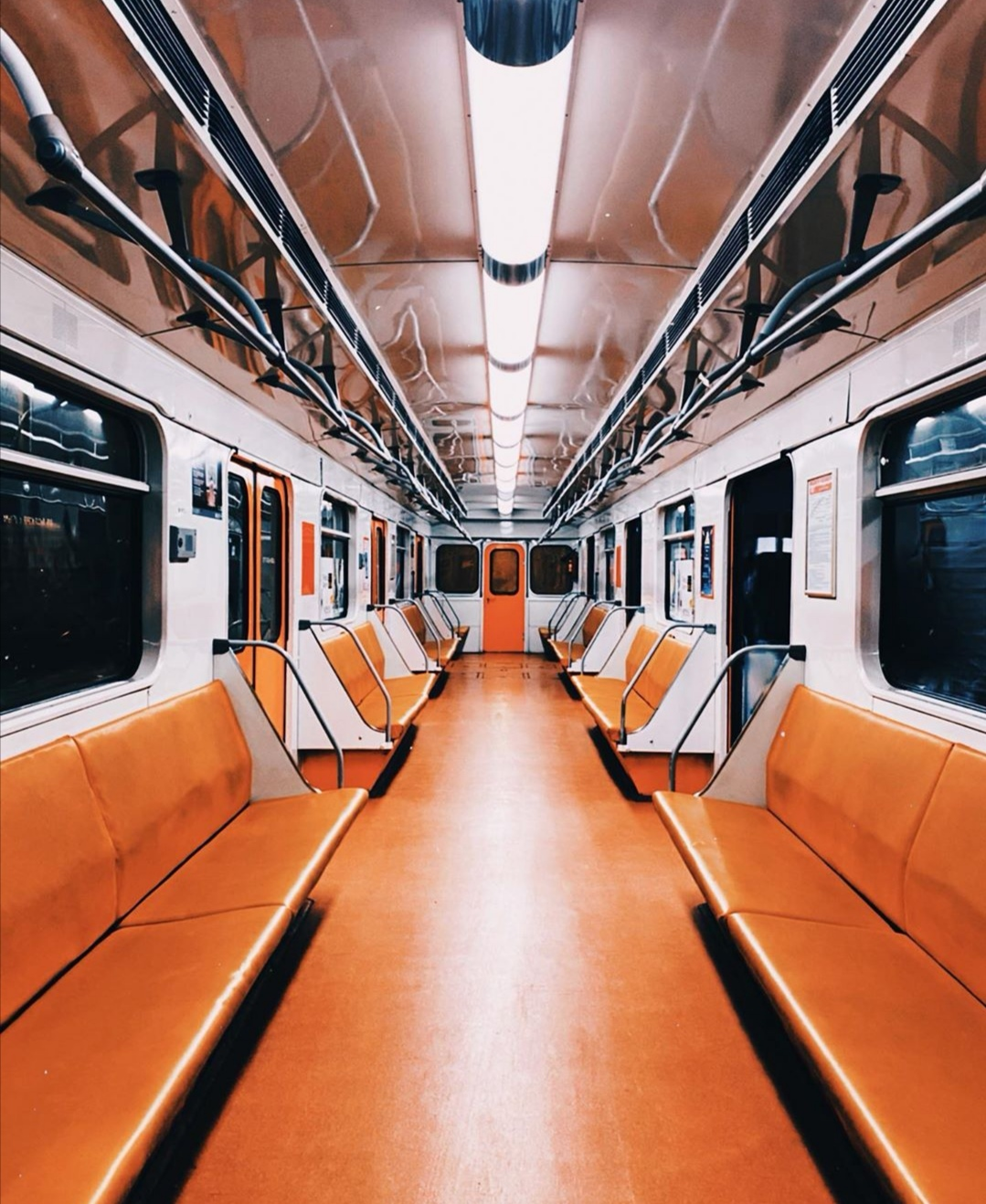
Интерьер вагона Ереванского метрополитена в оранжевой окраске со сплошной обивкой сидений

#### Тематические поезда

##### «Старый Ереван»
В 2017 году состав из вагонов 0343-0344 стал тематическим поездом «Старый Ереван». В салоне можно увидеть старые фотографии столицы. Это первый тематический поезд во всей истории Ереванского метрополитена.

##### Поезд к 2800-летию Еревана

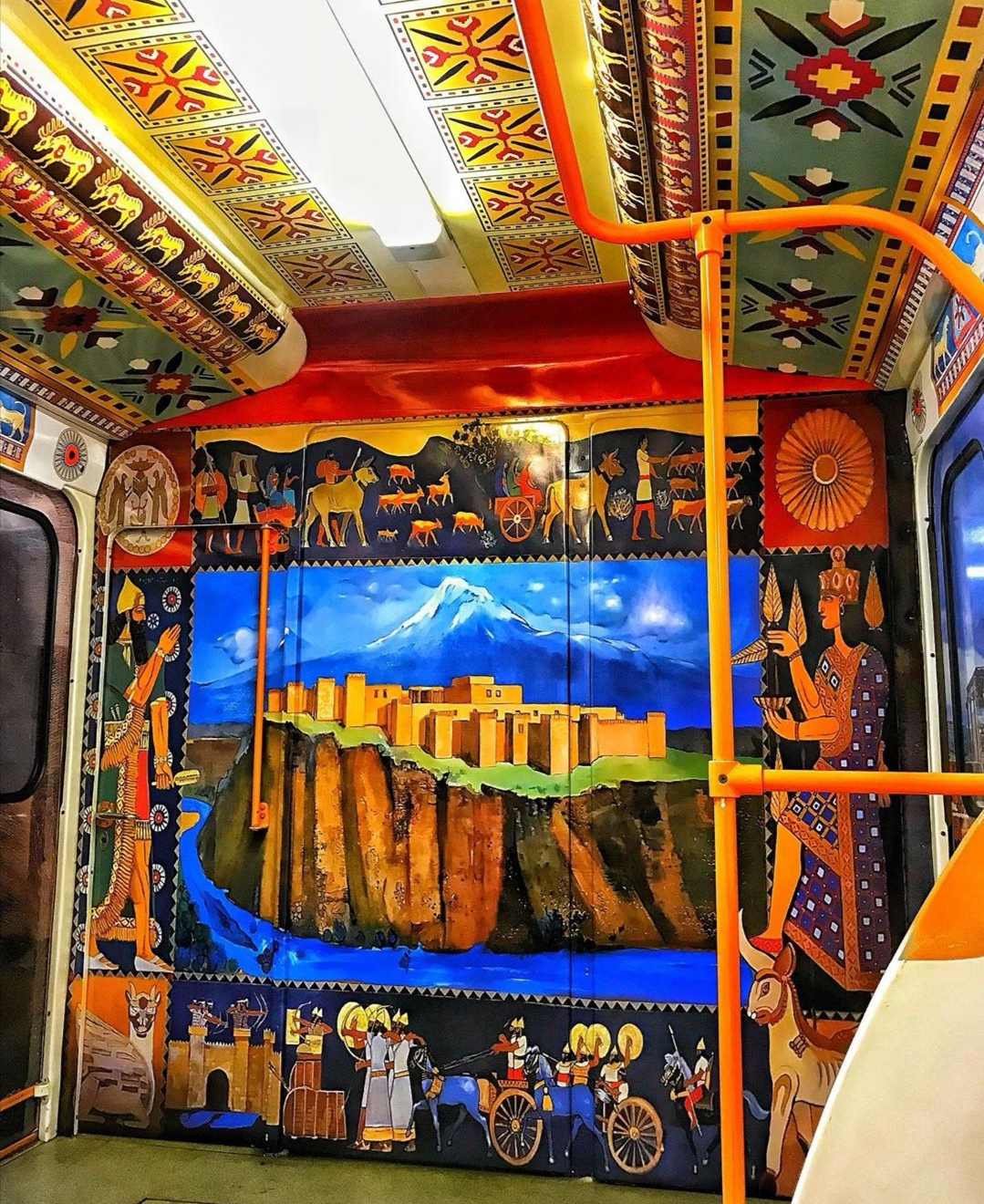
Тематический вагон, посвящённый к 2800-летию Еревана

28 мая 2018 года на линию вышел тематический поезд из вагонов 0103-0104, посвящённый к 2800-летию Еревана. Снаружи состав окрашен в яркие цвета столицы, написано «Ереван 2800». В салоне можно было увидеть разные снимки и фото экспонатов музея Эребуни.

##### «Поезд-футбол»

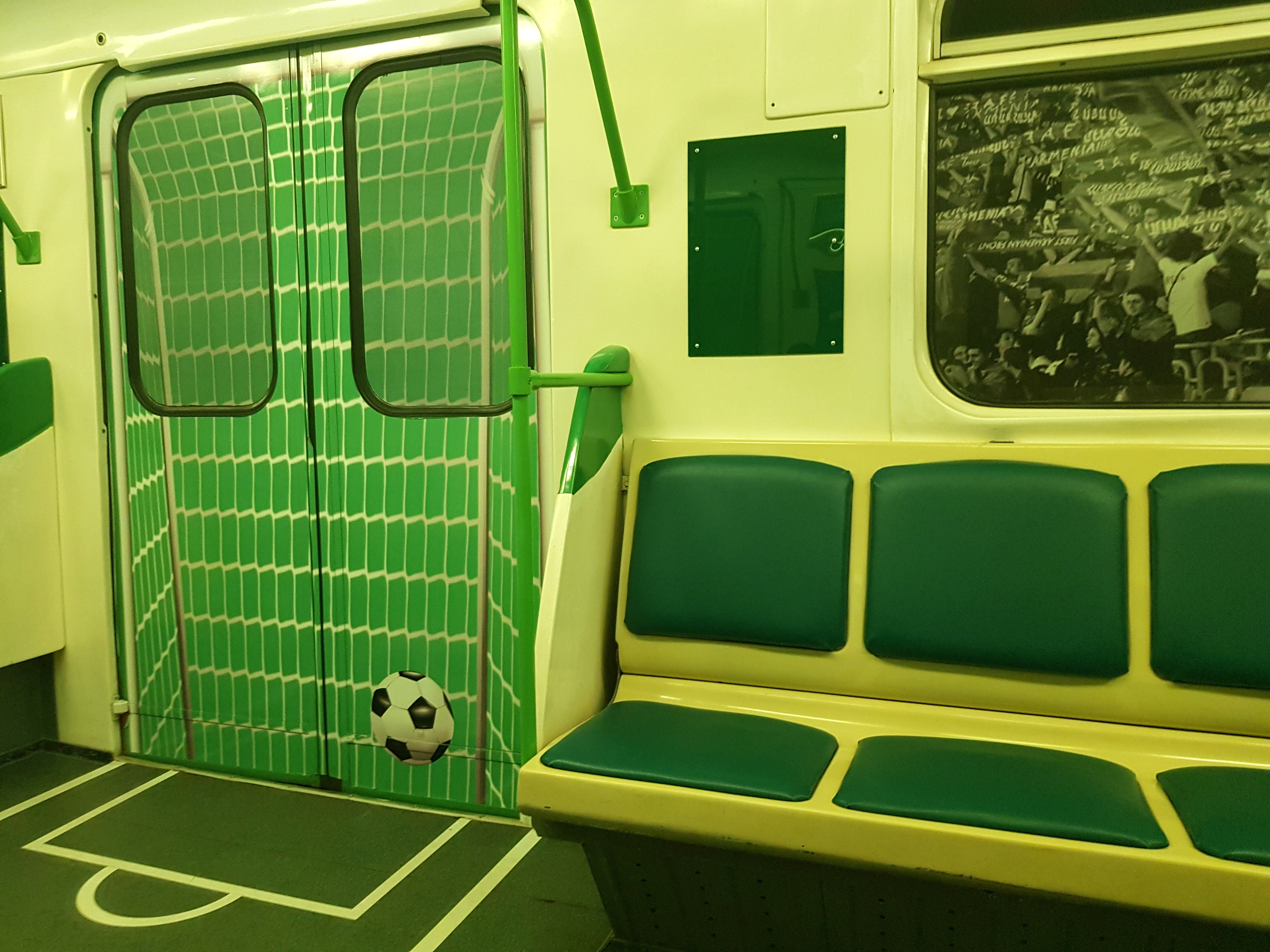
Тематический вагон, посвящённый чемпионату Европы по футболу среди юношей до 19 лет

26 апреля 2019 года состав из вагонов 9176-9179 стал тематическим поездом под названием «Поезд-футбол», посвящённый чемпионату Европы по футболу среди юношей до 19 лет. Снаружи состав был окрашен в тёмно-зелёный цвет. Салон поезда напоминал футбольнօе поле.

## Хронология открытия участков
- 7 марта 1981 года: «Дружба» (с арм. — «Барекамутюн») — «Давид Сасунский» (с арм. — «Сасунци Давид») (без «Площадь Республики» и «Зоравар Андраник»). Линия открыта без депо, а для обслуживания подвижного состава сооружено небольшое ПТО «Сасунци Давид» на два пути возле одноимённой станции.
- 26 декабря 1981 года: «Площадь Республики»
- 11 июля 1983 года: «Давид Сасунский» — «Горцаранаин»
- 26 декабря 1985 года: «Горцаранаин» — «Шенгавит», также открыто электродепо «Шенгавит», на путях которого в течение года осуществлялся оборот поездов.
- 4 января 1987 года: «Шенгавит» — «Площадь Гарегина Нжде»
- 2 декабря 1989 года: «Зоравар Андраник»
- 26 декабря 1996 года: «Шенгавит» — «Чарбах»: по этому участку ходит поезд-челнок.

## Оформление станций

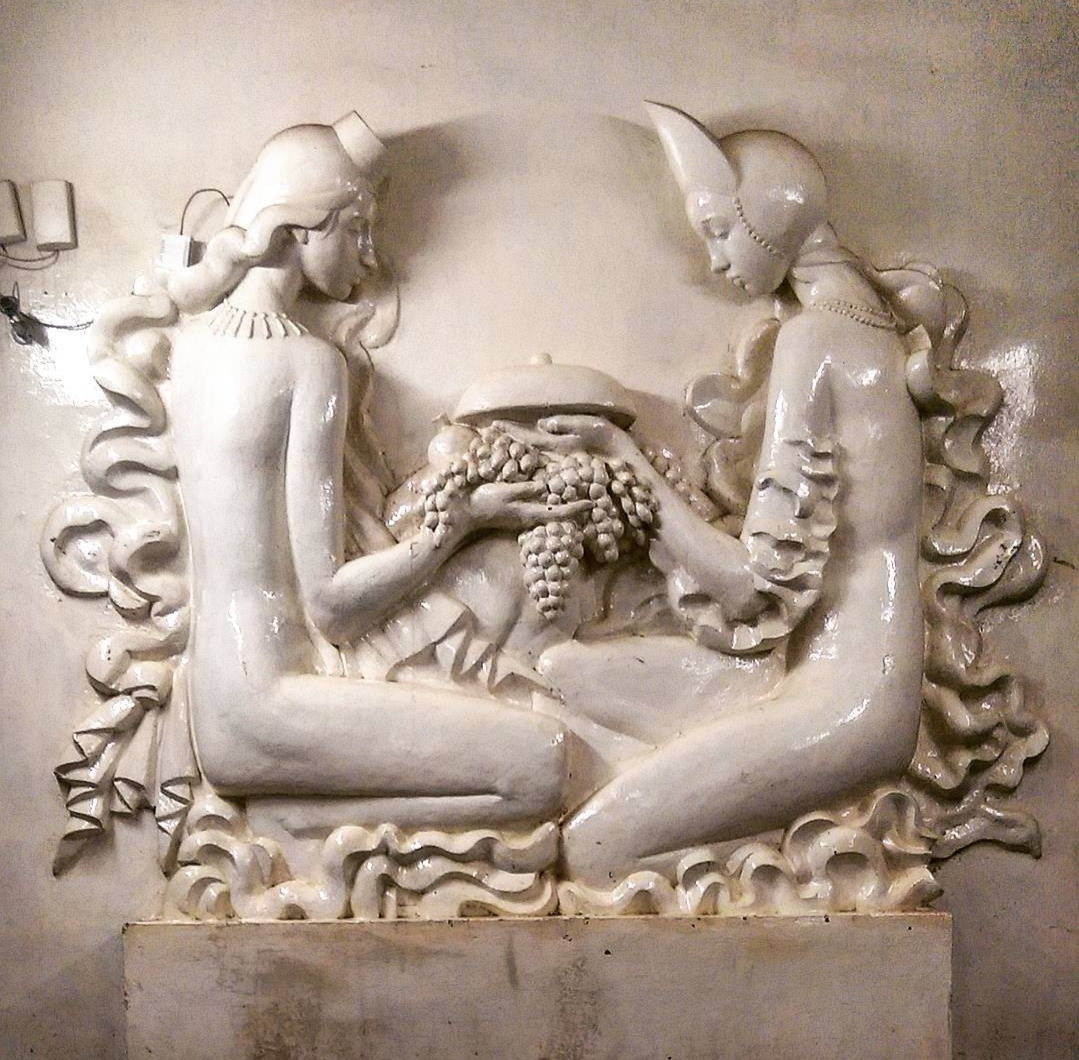
Барельеф на станции "Дружба"
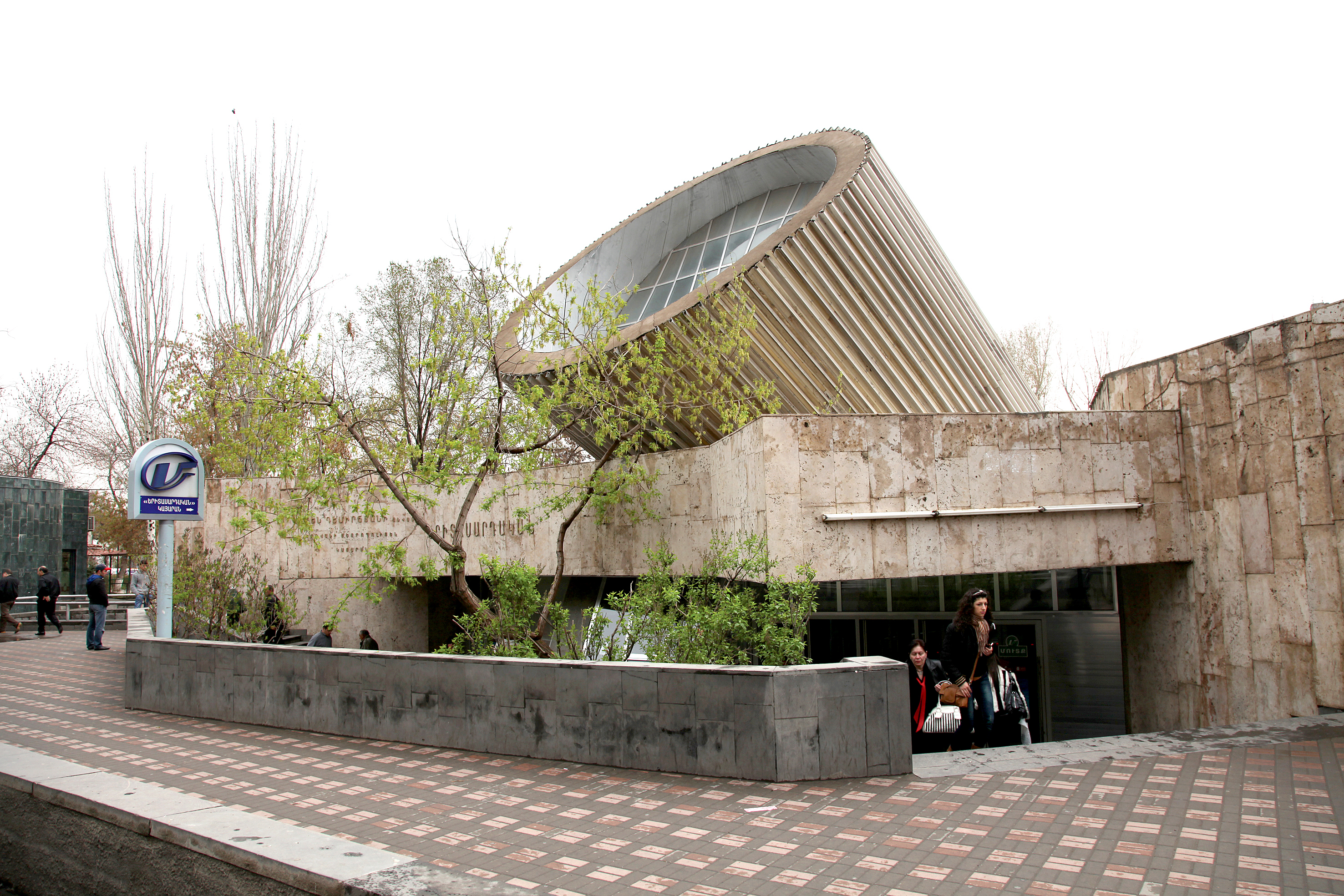
Вестибюль станции “Еритасардакан”
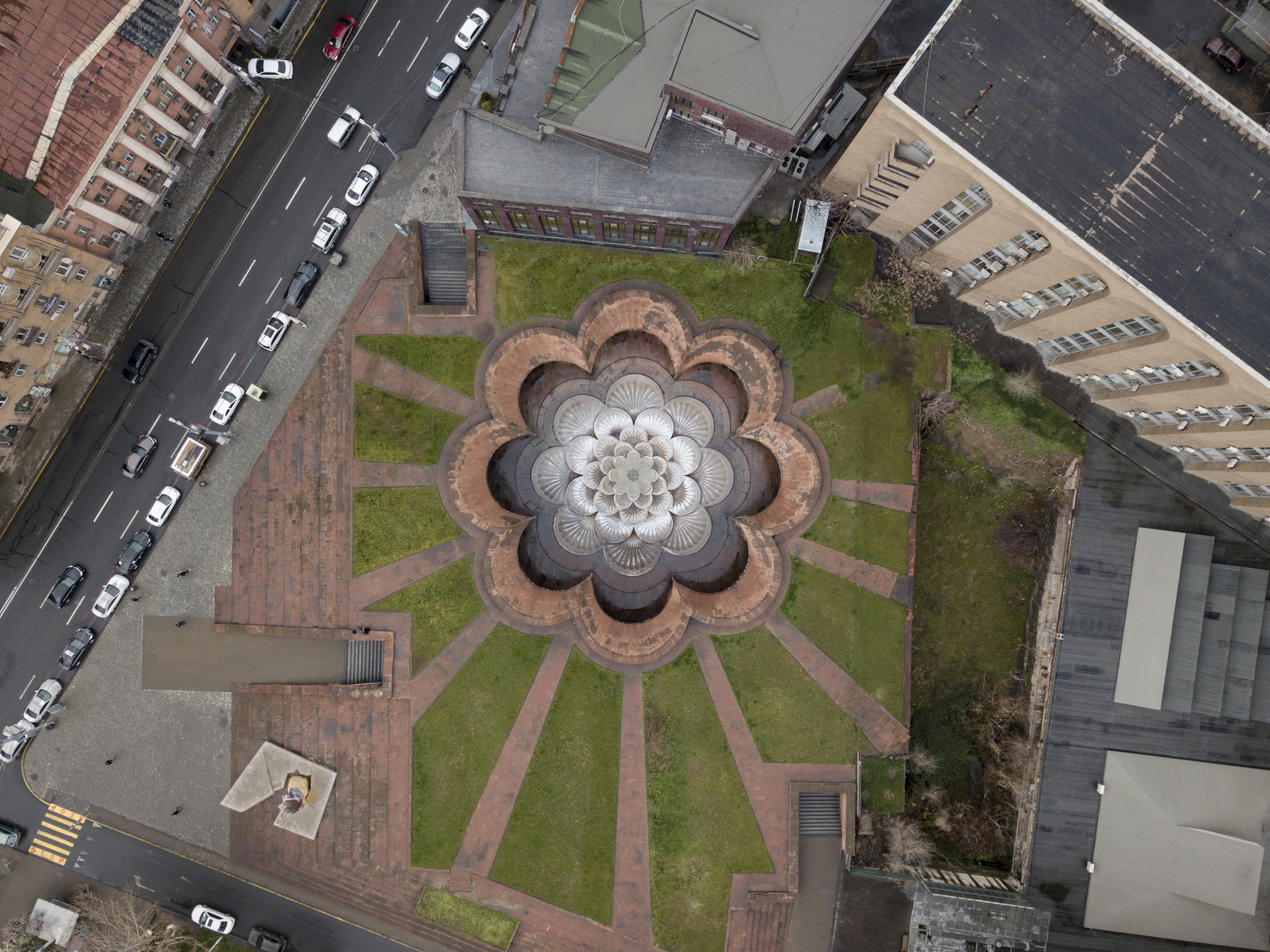
Фонтан в виде цветка около станции "Площадь Республики", вид с воздуха
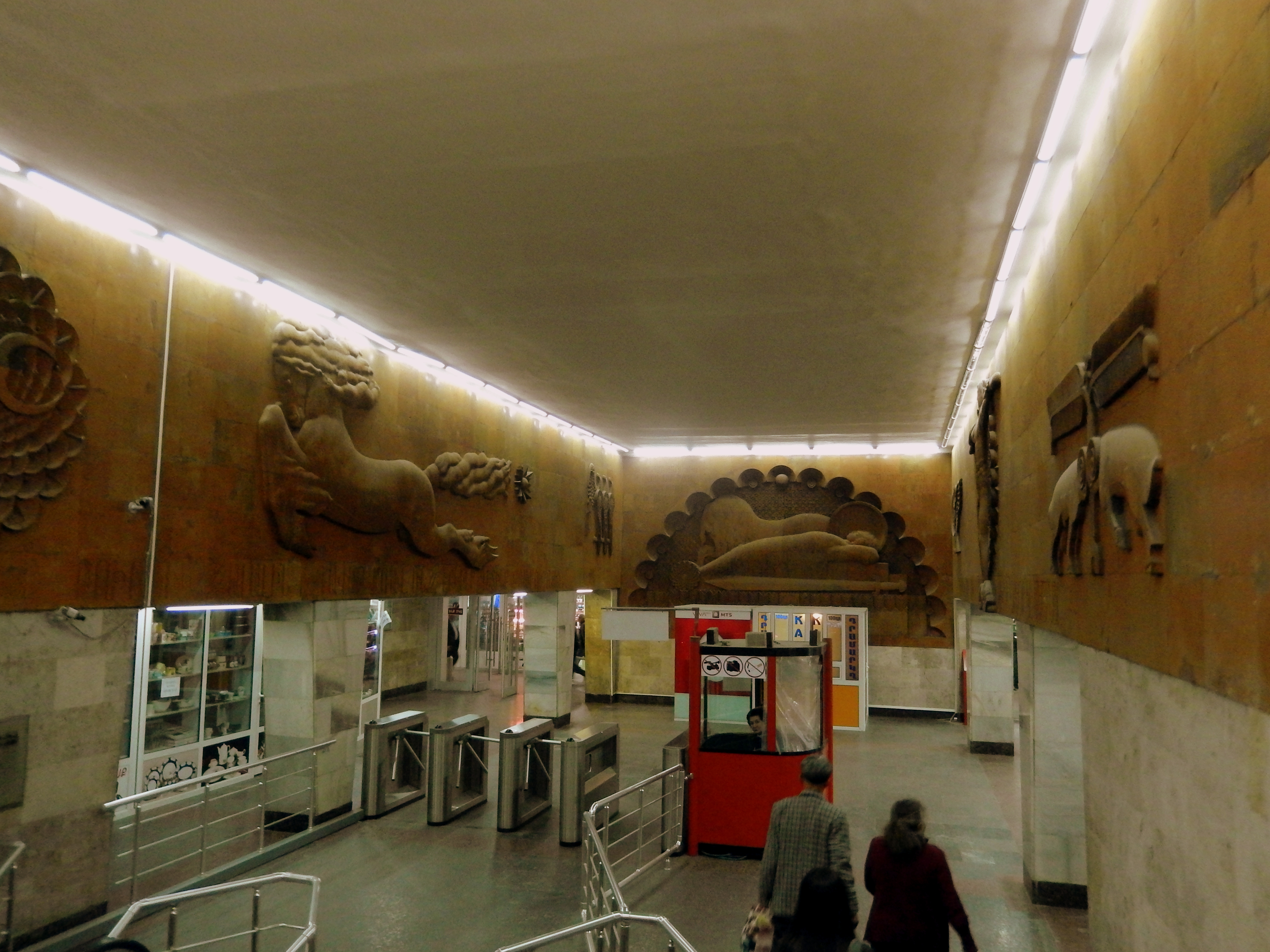
Барельефы с мотивами эпоса "Сасна Црер" на станции "Давид Сасунский"
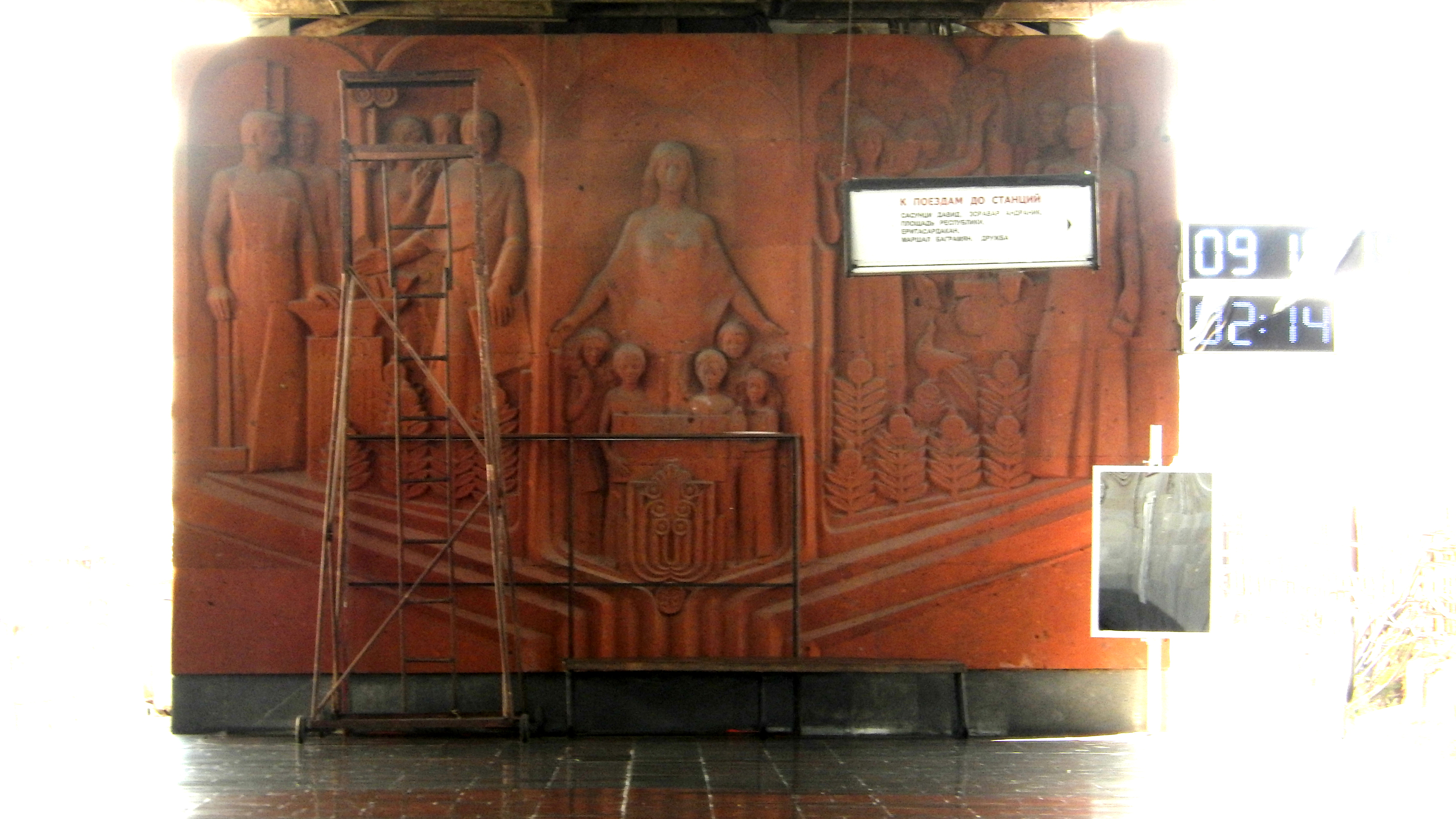
Барельеф «Песня труда» на станции "Горцаранаин"

Станции можно разделить на два типа: сборно-монолитной конструкции с колоннами (станции «Площадь Республики», «Маршал Баграмян» и «Дружба») и из монолитного бетона пилонного типа.
Каждая станция отделана ценными породами гранита, мрамора, туфа, базальта, габбро, травертина, прибывших из многих регионов СССР. Барельефы и декоративные панно, украшающие станции, повествуют о многовековой истории армянской нации. В художественной отделке и оформлении станций принимали активное участие мастера из Москвы, Украины, Удмуртии, Бурятии.